# Польшиця-при-Горях
Польшиця-при-Горях (словен. Poljšica pri Gorjah) — поселення в общині Горє, Горенський регіон, Словенія. Висота над рівнем моря: 578,6 м.